# 卡斯特罗 (莱切省)
卡斯特罗（義大利語：Castro），是意大利莱切省的一个市镇。总面积4平方公里，人口2511人，人口密度627.8人/平方公里（2009年）。ISTAT代码为075096。